# 김창애
김창애는 조선민주주의인민공화국의 탁구 선수였다. 1977년 영국 버밍검 세계선수권대회에서 단체 은메달을 획득하였다.